# Секацкий, Александр Куприянович
Алекса́ндр Куприя́нович Сека́цкий (род. 24 февраля 1958, Минск) — российский философ и публицист, писатель, телеведущий.

## Биография
Родился в семье военного лётчика. Окончил школу с золотой медалью в городе Токмак, поступил на философский факультет Ленинградского университета. В 1977 г. отчислен за изготовление и распространение листовок антисоветского содержания; четыре месяца провёл в следственном изоляторе КГБ. Служил в стройбате, работал дворником, электриком, киномехаником, рабочим сцены. В 1988 г. восстановился в ЛГУ, окончил аспирантуру философского факультета, кандидат философских наук (диссертация «Онтология лжи»). Доцент кафедры социальной философии и философии истории СПбГУ. С марта 2010 года — телеведущий Пятого канала (передача «Ночь на Пятом»).

## Творчество
Александр Секацкий как публицист и философ — один из лидеров группы, получившей название «петербургские фундаменталисты». Член редколлегии журналов «Ступени» и «Комментарий». Участник международной конференции художников и философов современной Европы (1994) в Гамбурге с докладом «Искусство, желания и воля» и в 1998 году в Праге («Метафизика больших городов») с докладом «Метафизика Петербурга».
Член редколлегии журнала «Сеанс».
Член Союза журналистов и Союза писателей России.
Область научных интересов: метафизика лжи, проблема исторического времени, философская шпионология, философия соблазна, история чувственности.
Автор более 500 публикаций.
Сторонник имперских идей, считает, что базовые понятия демократии «обессмыслились и превратились в заклинания».
Снялся в фильме режиссёра Владимира Розина «Игра на рассвете» (2011).

## Признание
- Лауреат премии Санкт-Петербургского философского общества «Вторая навигация» в номинации «За философскую инвестицию в культурную жизнь Петербурга» за активное присутствие в СМИ: политические статьи, интервью, рецензии, критические тексты о произведениях изобразительного искусства (2002)[7].
- Лауреат премии Санкт-Петербургского государственного университета «За педагогическое мастерство» (2008)[8].
- Шорт лист премии «Национальный бестселлер» за книгу «Два ларца: бирюзовый и нефритовый» (2008).
- Лауреат премии Андрея Белого в номинации «Проза» (2008).
- Литературная премия им. Н. В. Гоголя в номинации «Портрет»[9] за сборник эссе «Изыскания» (2009).
- Премия журнала «Новый мир» за 2012 год за статью «Израильские заметки» (№ 1, 2012 год)[10].
- Весной 2009 года участвовал в телепередаче Александра Гордона, темой которой являлся гламур. Оппонентом в споре выступила телеведущая Тина Канделаки. Спор мало заинтересовал творческую интеллигенцию, однако стал поводом для митинга Евразийского Союза молодёжи в поддержку философа[11].
- В качестве литературного персонажа под своими именем и фамилией действует в романе-пасквиле Станислава Шуляка «Инферно»[12].

## Публикации трудов
- Моги и их могущества: [Трактат]. — СПб.: Митин журнал; Азбука, 1996.
- Соблазн и воля. — СПб.: Борей-Art, 1999.
- Онтология лжи. — СПб., 2000. — ISBN 5-288-02272-0.
- Три шага в сторону. — СПб.: Амфора, 2000. — 278 с. — ISBN 5-8301-0218-8.
- От Эдипа к Нарциссу. — СПб.: Алетейя, 2001 (в соавторстве с Т. Горичевой и Д. Орловым).
- Ужас реального. — СПб.: Алетейя, 2003 (в соавторстве с Т. Горичевой, Н. Ивановым, Д. Орловым).
- Сила взрывной волны. — СПб.: Лимбус-пресс, 2005. — 400 с. — ISBN 5-8370-0091-7.
- Прикладная метафизика. — СПб.: Амфора, 2005. — 414 с. — ISBN 5-94278-825-1.
- Незримая империя. — СПб.: Амфора, 2005 (в соавторстве с В. Рекшаном и Н. Подольским). — 440 с. — ISBN 5-94278-698-4.
- Дезертиры с Острова Сокровищ. — СПб.: Амфора, 2006. — 384 с. — ISBN 5-367-00234-X.
- Два ларца, бирюзовый и нефритовый. — СПб.: Лимбус-пресс, 2008. — 248 с. — ISBN 978-5-8370-0505-3.
- Изыскания. — СПб.: Лимбус-пресс, 2009. — 400 с. — ISBN 978-5-8370-0524-4.
- Последний виток прогресса. — СПб.: Лимбус-пресс, 2012. — ISBN 978-5-8370-0639-5.
- Странствия постороннего. — СПб.: Лениздат, 2014. — ISBN 978-5-4453-0667-2.
- Размышления. — СПб.: Лимбус-пресс, 2014. — 496 с. — ISBN 978-5-8370-0673-9.
- Миссия пролетариата. — СПб.: Лимбус-пресс, 2015. — ISBN 978-5-8370-0714-9.
- Щит философа. — СПб.: Азбука, 2016. — 448 с. — ISBN 978-5-389-11469-2.
- Бытие и возраст (в соавторстве с К. С. Пигровым). — СПб.: Алетейя, 2017. — 250 с. — ISBN 978-5-906860-46-0.
- Философия возможных миров. — СПб.: Лимбус-пресс, 2017. — 494 с. — ISBN 978-5-8370-0725-5.

## Публикации в интернете
- Постгенитальная сексуальность и европейская цивилизация (1997)
- Кем считать живущих? (О фильме А. Сокурова «Одинокий голос человека») // Сокуров. Части речи. СПб.: Сеанс, 2006, с. 14—23
- Сетеяз и культурная революция
- Киберпространство и проблема спасения
- Журналистика тинэйджеров
- Смысл вопроса «В чём смысл жизни?»
- Практика алхимии и актуальное искусство
- Преферанс — не школа гуманизма
- Шанс для империи и современный социогенез (2009)
- Деньги как плод воображения: происхождение сберегающей экономики (2010) (выступление в лектории «Контекст»)
- Неспешность: онтологические и теологические аспекты// «ΕΙΝΑΙ: Проблемы философии и теологии» № 1 (001), СПб, 2012. — ISBN 978-5-8088-0735-8.
- Ревизия тела и ситуация современности. Теории и практики, 2013.